# Adad-muszammer
Adad-muszammer (akad. Adad-mušammer, w transliteracji z pisma klinowego zapisywane mdIM-mu-šá/šam-mer i m10-mu-šá/šam-mer, tłum. „Adad jest tym, który wścieka się/wpada w gniew”) – wysoki dostojnik, gubernator prowincji Kilizi za rządów asyryjskiego króla Adad-nirari III (810-783 p.n.e.); według asyryjskich list i kronik eponimów w 788 r. p.n.e. sprawował też urząd limmu (eponima). Zgodnie z Asyryjską kroniką eponimów za jego eponimatu miała miejsce wyprawa wojenna do Medii, a w Niniwie położone zostały fundamenty świątyni boga Nabu. Jego imieniem jako eponima datowanych jest kilka zachowanych tekstów prawnych